# Nõmme (Kasepää)
Nõmme – wieś w Estonii, w prowincji Jõgeva, w gminie Kasepää.